# Roma Hains
Roma Hains, né le 17 octobre 1917 à Saint-Lambert et mort le 14 octobre 2017, est un enseignant, administrateur et homme politique québécois.
Il est député de Saint-Henri à l'Assemblée nationale du Québec pour le Parti libéral de 1981 à 1989.